# Ivan Tepeš
Ivan Tepeš (Zagreb, 8. kolovoza 1980.), hrvatski je povjesničar i političar.

## Životopis
Ivan Tepeš rođen je 8. kolovoza 1980. godine u Zagrebu. Od 1986. do 1994. godine pohađao Osnovnu školu "Dobriše Cesarića" u Zagrebu na Borongaju, a od 1994. do 1998. godine pohađao prirodoslovno-matematičku III. gimnaziju u Zagrebu. U studenome 2004. godine završio je studij povijesti i etnologije na Filozofskom fakultetu u Zagrebu (VSS - profesor povijesti i etnologije) obranivši diplomski rad pod naslovom Puč Lorković-Vokić. Godine 1999. učlanjuje se u Hrvatsku stranku prava (HSP) u kojoj obnaša niz dužnosti, a 2009. godine jedan je od osnivača i prvi dopredsjednik Hrvatske stranke prava dr. Ante Starčević (HSP AS). Od svibnja 2013. do prosinca 2015. godine bio je zastupnik u Skupštini Grada Zagreba, izabran s koalicijske liste Domoljubne koalicije. Uz položaj gradskog zastupnika obnašao je i dužnost predsjednika Odbora za kulturu. Na Saboru HSP-AS, 13. prosinca 2014. godine, jednoglasno je 916 stranačkih izaslanika za novoga predsjednika izabralo dotadašnjega zamjenika predsjednice prof. Ivana Tepeša. Na 1. sjednici 8. saziva Hrvatskoga sabora Ivan Tepeš izabran je za potpredsjednika Hrvatskoga sabora, a nakon što je istoga dana za predsjednika vlade izabran Tihomir Orešković. Nakon parlamentarnih izbora u rujnu 2016. godine podnio ostavku na mjesto predsjednika HSP AS i izašao iz stranke. Dužnost potpredsjednika Hrvatskog sabora obnašao je do 14. listopada 2016. godine. U listopadu 2016. godine odustao je od položaja europarlamentarnog zastupnika, nakon što su se iz Europarlamenta povukli HDZ-ovi zastupnici Andrej Plenković i Davor Ivo Stier. 
U listopadu 2017. godine imenovan je zamjenikom ravnatelja Hrvatske matice iseljenika.
U svibnju 2018. godine na Hrvatskim studijima sveučilišta u Zagrebu obranio doktorsku disertaciju pod naslovom Političko djelovanje Hrvatske seljačke stranke u emigraciji od 1945. do 1990. godine. U znanstvenom radu uži predmet interesa mu je povijest hrvatskog iseljeništva i političke emigracije u 20. stoljeću. U svibnju 2021. objavio knjigu Hrvatska politička emigracija - HSS.
Nositelj je crnog pojasa u Tae kwon dou.

## Vanjske poveznice
Mrežna mjesta
- 8. saziv Hrvatskoga sabora (28.12.2015. - 14.10.2016.) Ivan Tepeš (HSP AS)